# Olene dudgeoni
Olene dudgeoni är en fjärilsart som beskrevs av Swinhoe 1907. Olene dudgeoni ingår i släktet Olene och familjen tofsspinnare. Inga underarter finns listade i Catalogue of Life.

## Bildgalleri

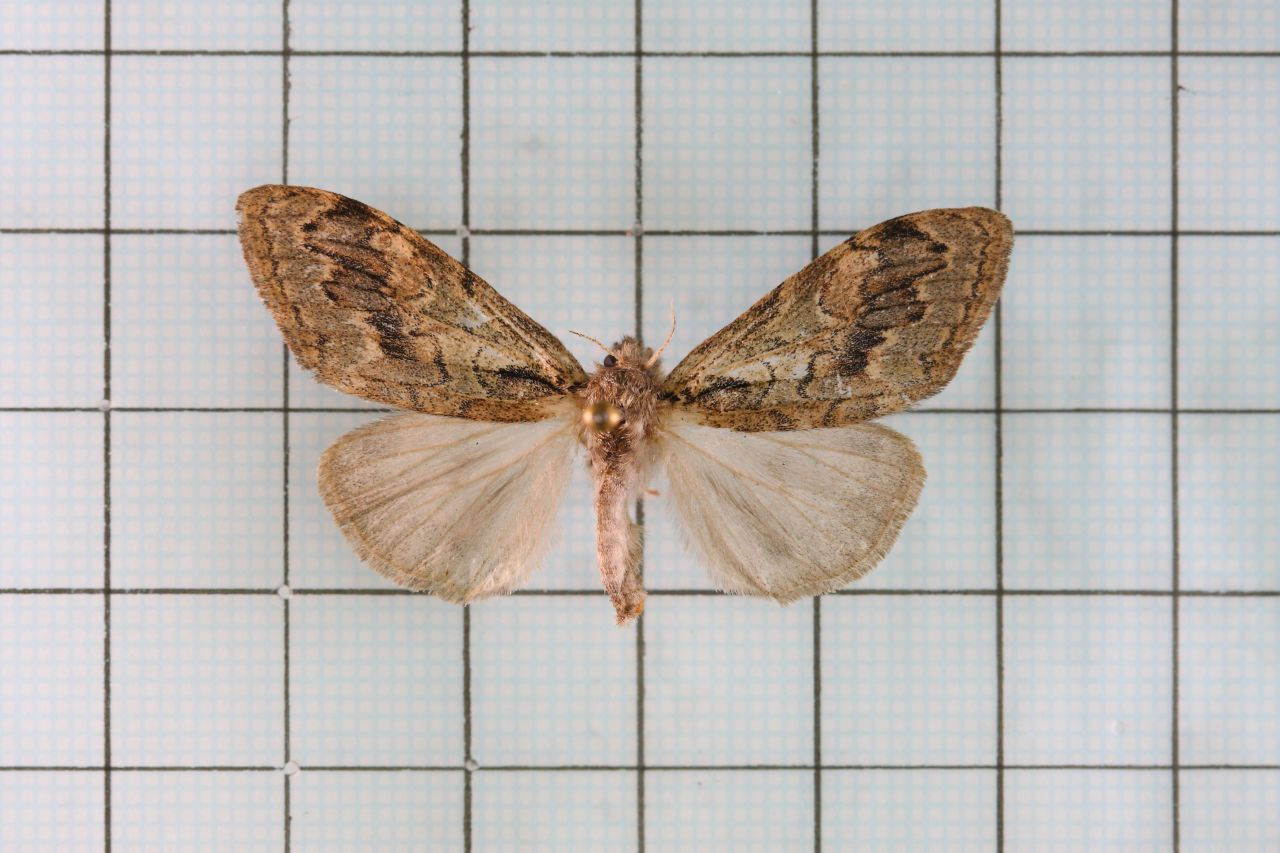
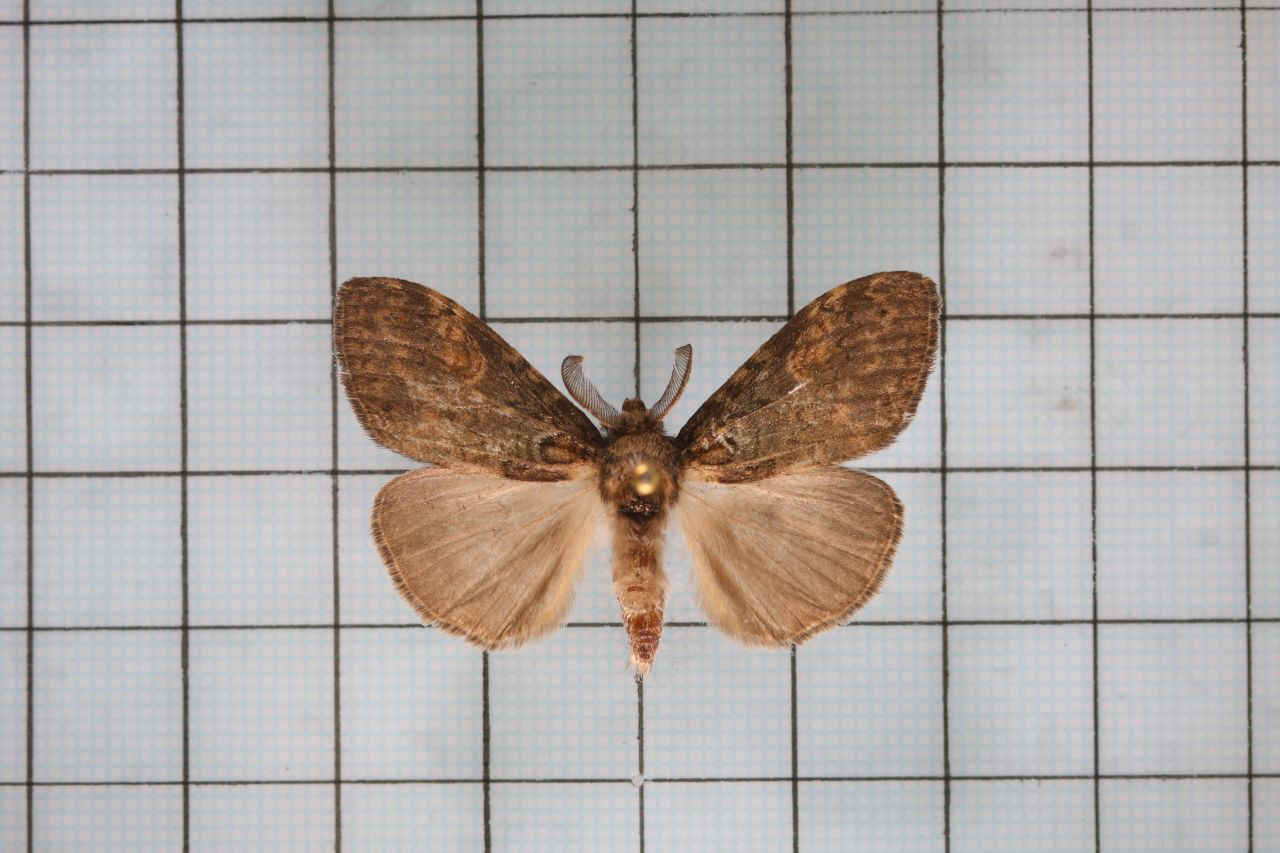